# Sempervivum kosaninii
Sempervivum kosaninii är en fetbladsväxtart som beskrevs av Praeger. Sempervivum kosaninii ingår i släktet taklökar, och familjen fetbladsväxter. Inga underarter finns listade i Catalogue of Life.

## Bildgalleri

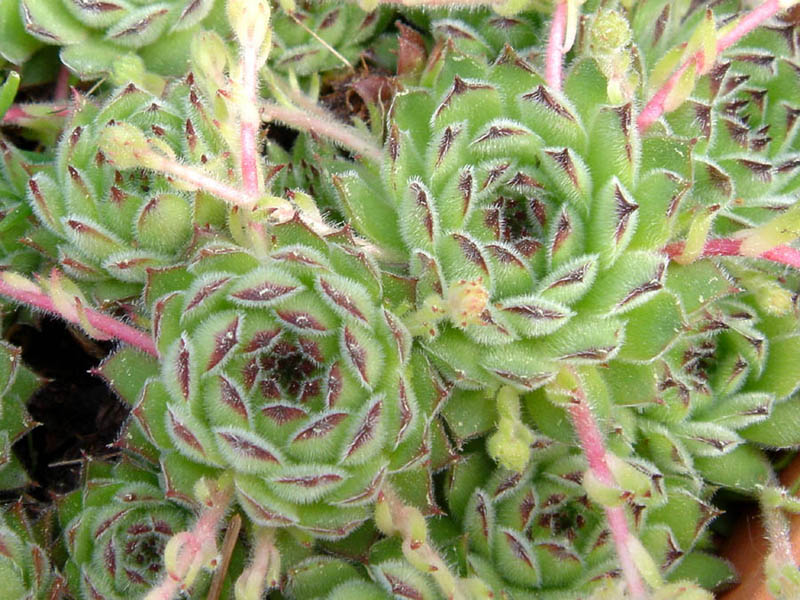
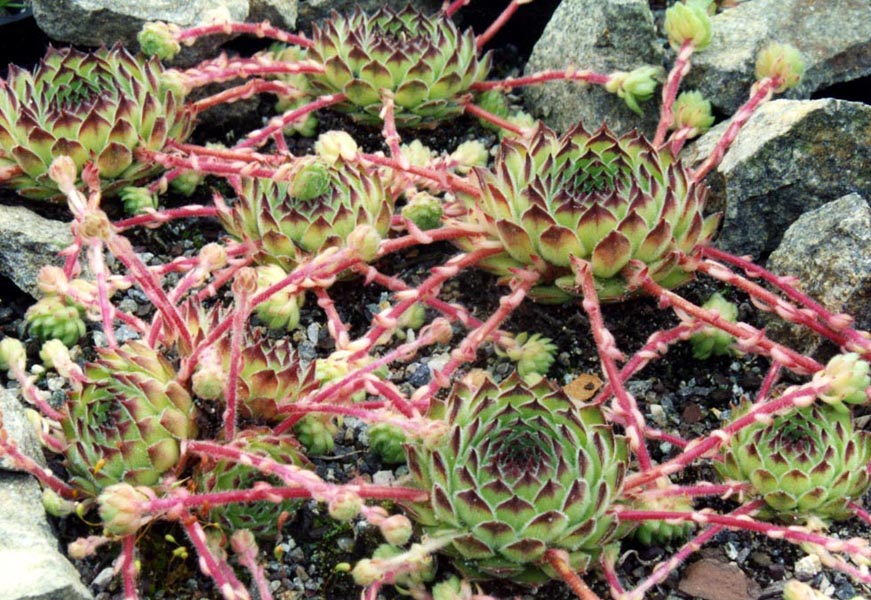
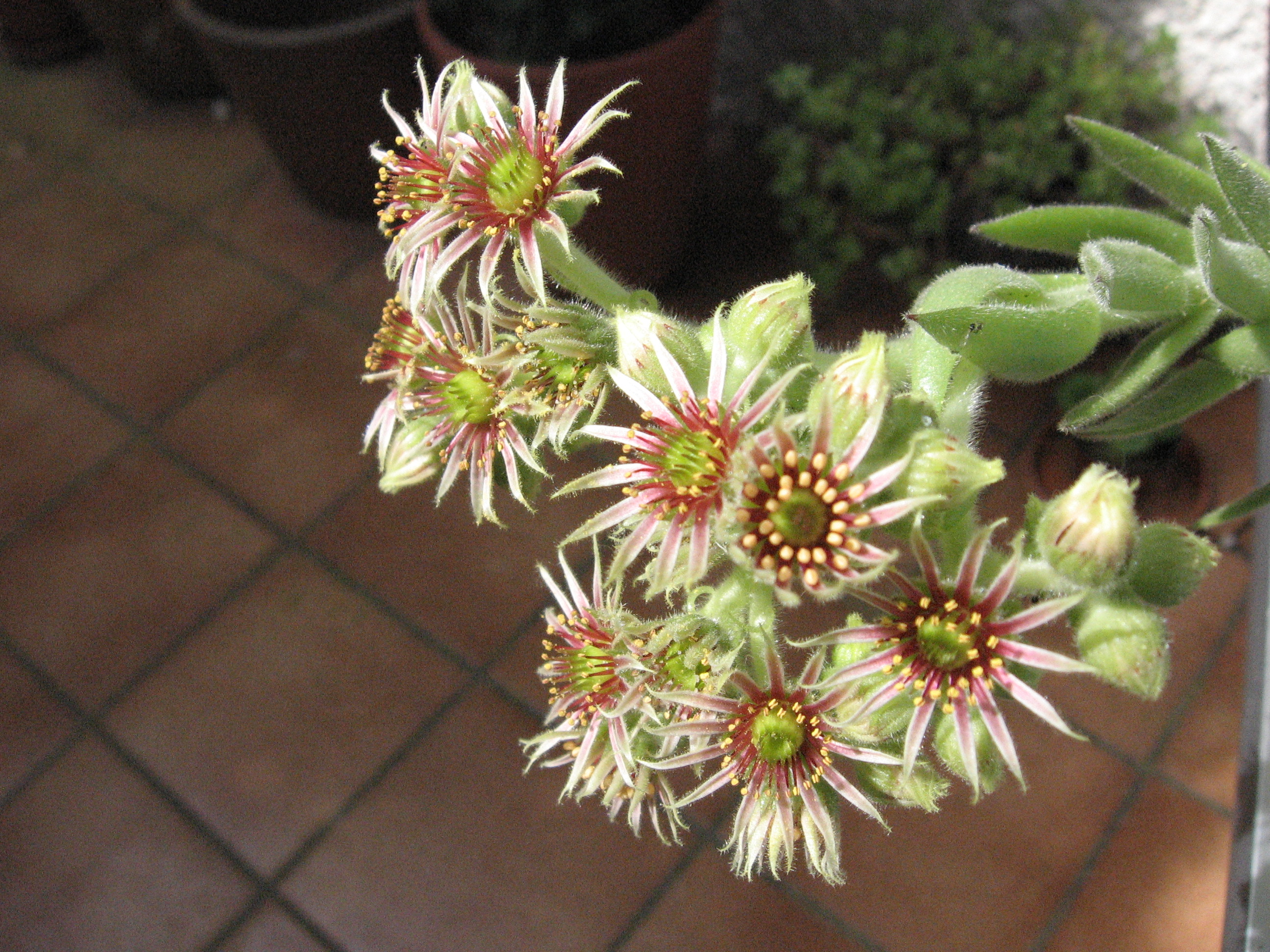
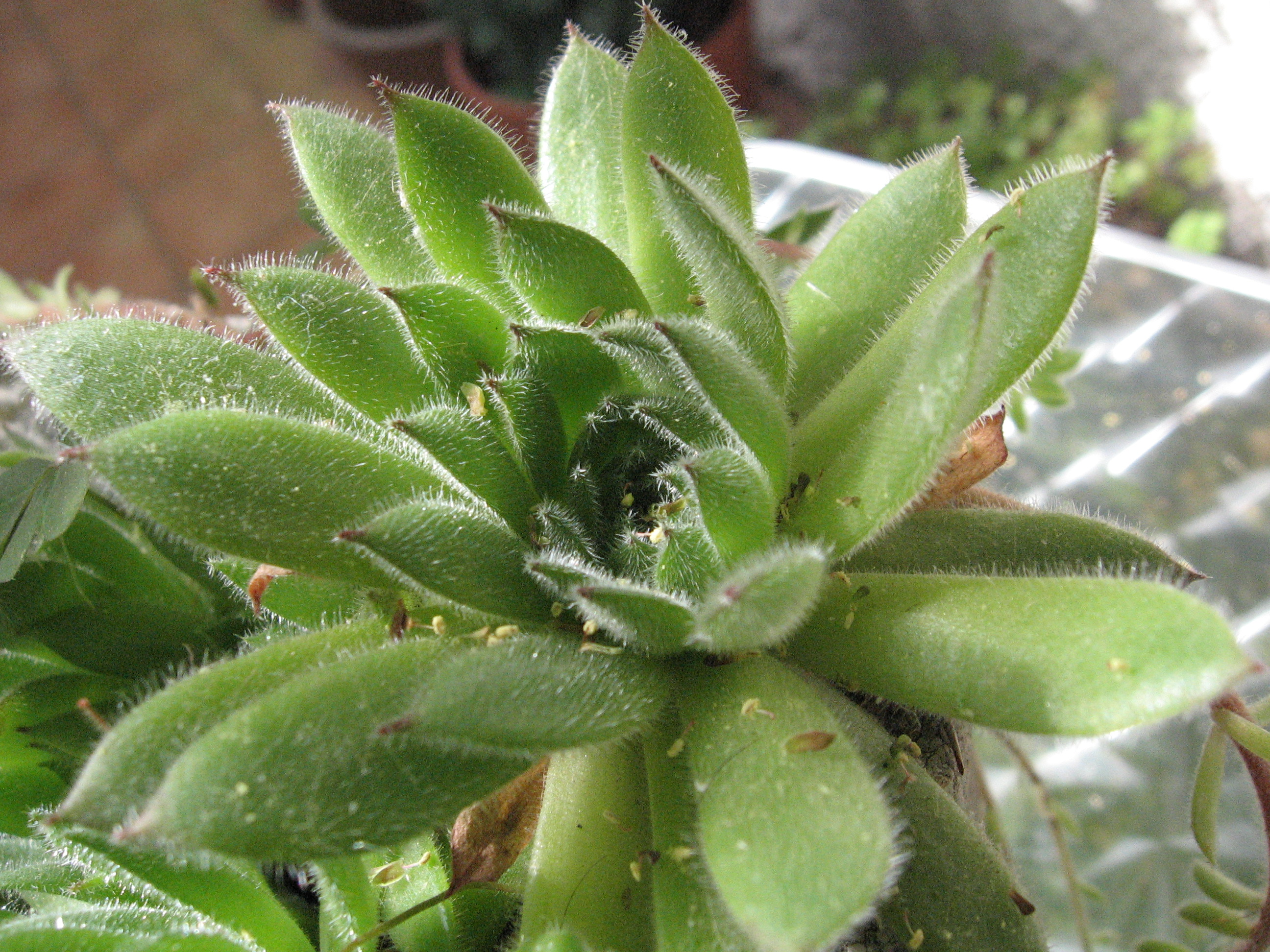
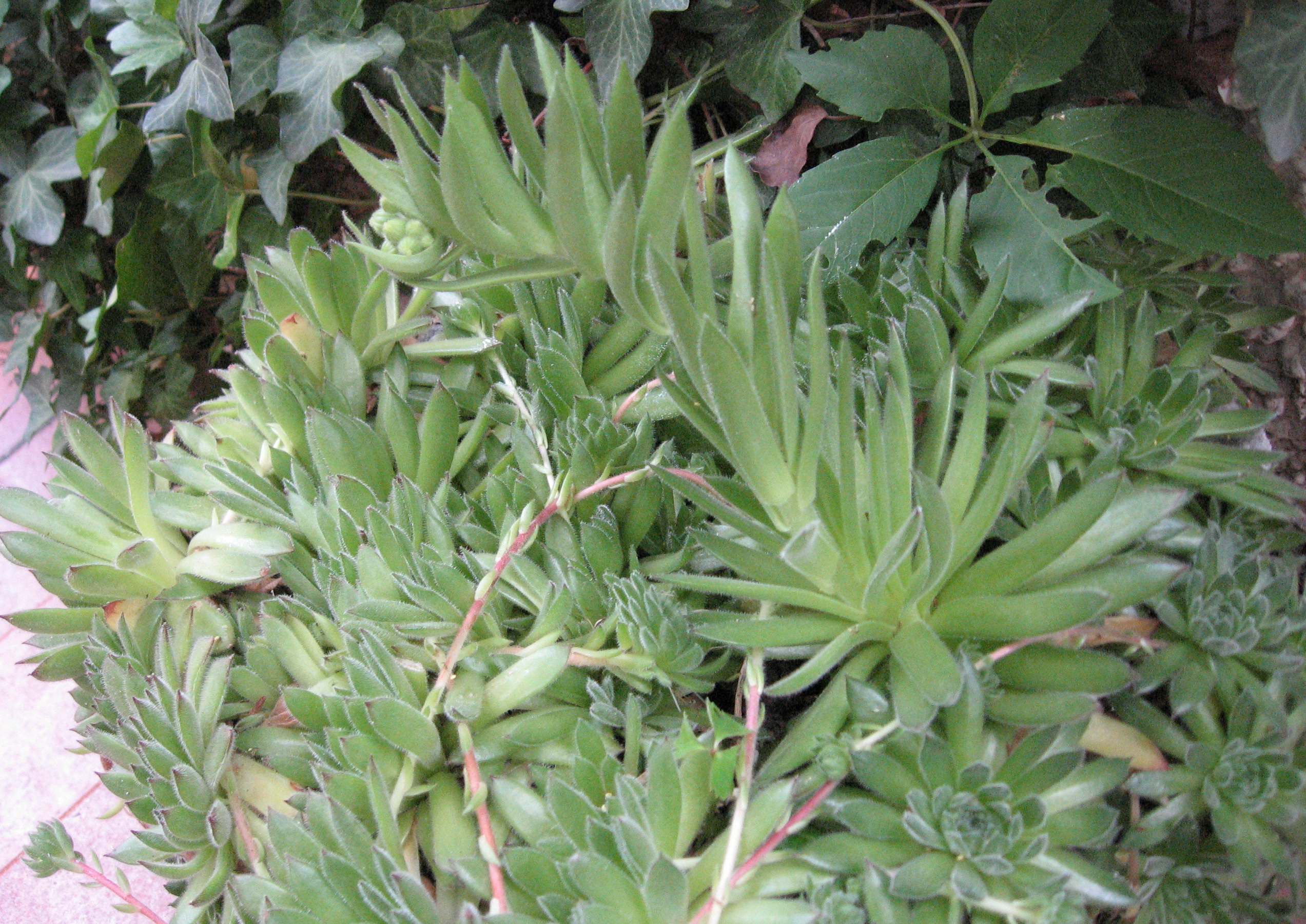